# Crăciun (film)
Crăciun (titlu original: Noel) este un film de Crăciun american din 2004 scris de David Hubbard și regizat de Chazz Palminteri. Rolurile principale au fost interpretate de actorii Susan Sarandon, Penélope Cruz, Paul Walker, Alan Arkin, Daniel Sunjata și Robin Williams (ultimul nemenționat).

## Prezentare
Povestea filmului se învârte în jurul a cinci străini care sunt legați între ei - și care se întâlnesc unul cu altul în momente diferite - de o serie de evenimente care au loc în Ajunul Crăciunului. 
Personajul principal este Rose (Susan Sarandon), o femeie care se luptă să facă față problemelor legate de grija pentru mama sa, care suferă de Alzheimer. Între timp, Nina (Penelope Cruz) și Mike (Paul Walker) sunt un cuplu de tineri pe punctul de a se despărți din cauza comportamentului din ce în ce mai gelos al lui Mike. În altă parte, Artie (Alan Arkin) este un chelner bătrân care își caută soția sa decedată în fiecare ajun de Crăciun. În sfârșit, al cincilea este Jules (Marcus Thomas), un tânăr care în mod deliberat își rănește o mână pentru a putea participa la o petrecere de Crăciun în cameră de urgență, aceasta fiind singura amintire fericită din copilăria sa. În plus față de aceste cinci personaje principale, misteriosul Charlie (Robin Williams) este prezentat ca fiind persoana capabilă s-o ajute pe Rose să realizeze că ea trebuie să-și poartă ei înseși cel mai mult de grijă mai degrabă decât să se îngrijoreze despre oricine altcineva.

## Distribuție
- Susan Sarandon – Rose Harrison
- Penélope Cruz – Nina Vasquez
- Paul Walker – Michael (Mike) Riley
- Alan Arkin – Artie Venizelos
- Marcus Thomas – Jules
- Chazz Palminteri – Arizona
- Robin Williams – Charles (Charlie) Boyd
- Daniel Sunjata ca Marco